# Bergem
Bergem (luxembourgeois : Biergem) est une section de la commune luxembourgeoise de Mondercange située dans le canton d'Esch-sur-Alzette.